# Richard Swineshead
Richard Swineshead (mais aussi Suisset, Suiseth, etc.) (fl. c. 1340 – 1354) est un mathématicien, logicien et philosophe naturel anglais. Il fut peut-être le plus grand des Calculateurs d'Oxford du collège Merton où il était fellow, certainement en 1344 et peut-être en 1340.

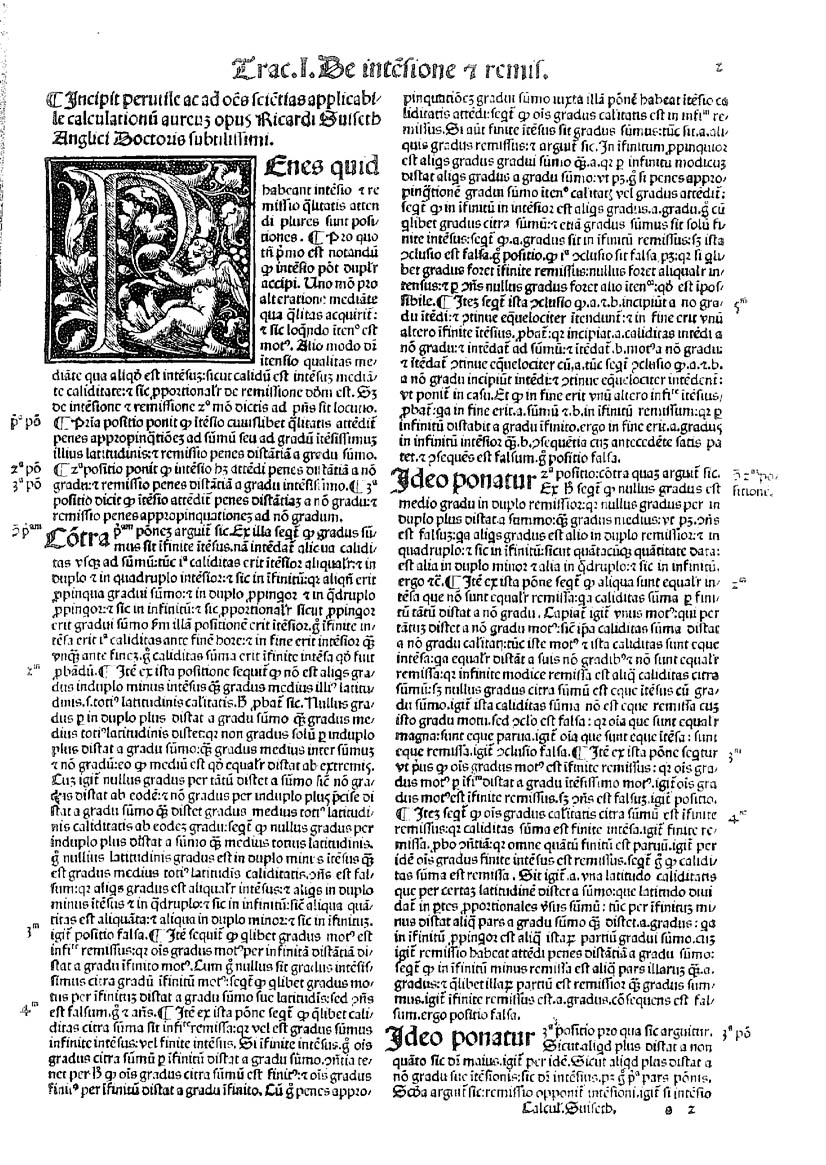
Une page de l'édition de 1520 du Calculator.

Son magnum opus consistait en une série de traités connus sous le nom Liber calculationum (« Book of Calculations »), écrits c. 1350 qui lui valurent le surnom « Le Calculateur ».
Au XVIe siècle, Girolamo Cardano a inclus Swineshead (sous le nom John Suisset, surnommé « le Calculateur) » dans sa fameuse liste des 12 plus Grands Esprits.
Robert Burton (d. 1640) écrivit dans The Anatomy of Melancholy que « Scaliger et Cardan admiraient Suisset le calculateur, qui pene modum excessit humani ingenii [« dont les talents sont presque surhumains »] ». Gottfried Wilhelm Leibniz écrivait dans une lettre de 1714 : « Il y a eu autrefois un Suisse, qui avoit mathématisé dans la Scholastique : ses Ouvrages sont peu connus ; mais ce que j'en ai vu m'a paru profond et considérable ». Leibniz a même eu entre les mains un exemplaire de l'un des traités à partir d'une édition de la Bibliothèque du Roi à Paris.